# 星に願いを (1997年のテレビドラマ)
『星に願いを』（ほしにねがいを）は、1997年に韓国のMBCで放送されたテレビドラマ。全16話。主演のアン・ジェウクの出世作と見なされることが多い。
「韓流」という語は、中国で生み出されたものだが、それには、このドラマのヒットが契機となったという説がよく唱えられている。

## 登場人物
ヨニ (연이)
演 - チェ・ジンシル
本作の主人公。孤児院で育つ。
カン・ミン (강민)
演 - アン・ジェウク
将軍の息子。
チュニ (준희)
演 - チャ・インピョ
ミンの親友。
スネ (순애)
演 - チョン・ドヨン
ヨニの親友。
イバン (이반)
演 - パク・チョル
ヨニの義理の兄。
イファ (이화)
演 - チョ・ミリョン
アン社長の娘。ヨニをいじめる。
ソン女史 (송 여사)
演 - パク・ウォンスク
アン社長の妻。ブティックのオーナー兼デザイナー。ヨニの養母。
カン将軍 (강 장군)
演 - オ・ジミョン
カン・ミンの父。
アン社長 (안 사장)
演 - イ・ヨンフ
ヨニの養父。
生母 (생모)
演 - オム・ユシン

孤児院の子3
演 - ハン・スンヨン

## 制作スタッフ
- 監督 - イ・ジンソク、イ・チャンハン[3]
- 脚本 - イ・ソンミ、キム・ギホ[3]
- 音楽 - チェ・ワニ[3]

## 音楽
- 「いつも君のそばに」　歌：イム・ハヨン
- 「傷」　歌：キム・ジョンフン
- 「僕には君ほど…」　歌：イム・ハヨン
- 「君が立ち去っても」（OSTには未収録）　歌：チョ・ジャンヒョク
- 「forever」（OSTには未収録）　歌：アン・ジェウク
- 「君を忘れられない」（OSTには未収録）

## サブタイトル
- 第1話 出会い
- 第2話 再会
- 第3話 試練
- 第4話 両親
- 第5話 家出
- 第6話 再起
- 第7話 嫉妬
- 第8話 誤解
- 第9話 失踪
- 第10話 監禁
- 第11話 偽りの約束
- 第12話 プロポーズ
- 第13話 別離
- 第14話 友情
- 第15話 祝杯
- 第16話 愛

## 関連商品

### CD
- 「星に願いを - Stars In My Heart」OST (KBS TVシリーズ) / Stars In My Heart (MBC TV series) OST （韓国盤）

### DVD
- 星に願いを DVD-BOX 1
- 星に願いを DVD-BOX 2

### 書籍
- 星に願いを〈上・下巻〉